# Natalie Obkircher
Natalie Obkircher, née le 7 février 1971 à Geldern, est une lugeuse italienne.

## Carrière
Natalie Obkircher participe aux Jeux olympiques d'hiver de 1992, 1994, 1998 et 2002, terminant respectivement aux 19e, 5e, 12e et 17e places.
Aux Championnats du monde de luge, elle est médaillée d'argent en équipe mixte en 1995 et médaillée de bronze en équipe mixte en 1991, 1993, 1996 et 1997.
Aux Championnats d'Europe de luge, elle est médaillée d'or en équipe mixte en 1994, médaillée d'argent en équipe mixte en 1998 et médaillée de bronze en équipe mixte en 1990, 1992, 1996 et 2000.